# Diglossa gloriosa
Fura-flor-de-mérida (Diglossa gloriosa) é uma espécie de ave da família Thraupidae.
É endémica da Venezuela.
Os seus habitats naturais são: regiões subtropicais ou tropicais húmidas de alta altitude e matagal tropical ou subtropical de alta altitude.